# Jacques Palat

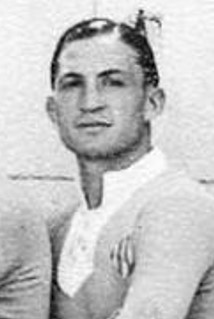
Jacques Palat le 09 mai 1938 lors de la Photo du XV de L'USAP champion de France 1938

Jacques Palat, né le 25 mai 1915 à Saint-Cyprien et mort le 19 novembre 1961 à Perpignan (Pyrénées-Orientales), est un joueur français de rugby à XV, mesurant 1,78 m pour 80 kg. La carrière de ce troisième ligne aile (parfois centre) de l'USAP fut d'une longévité exemplaire, illustrée par sa participation à 8 finales majeures seniors, malgré l'interruption des compétitions françaises due à la Seconde Guerre mondiale.
Il connait une sélection en équipe de France le 22 mai 1938  au côté de Desclaux, son coéquipier de l'USPA.
Opposé à l'équipe d'Allemagne Nazi, au moment des hymnes, tous les joueurs français entonnent la Marseillaise, même Palat, le communiste plus habitué à l’Internationale, qui grommelle à la fin : « j’aurais jamais cru que je la chanterais un jour ! »
Viticulteur, il termina sa carrière sportive au CS Bergusien et deviendra entraîneur de ce club à l'issue de sa carrière.

## Palmarès
En sélection
- 1 sélection en équipe de France A, le 22 mai 1938 face à l'Allemagne, battue 8 à 5 à Bucarest

Avec l'USA Perpignan
- Championnat de France de première division :
  - Champion (2) : 1938 et 1944
  - Vice-champion (2) : 1935 et 1939
- Challenge Yves du Manoir :
  - Vainqueur (1) : 1935
  - Finaliste (3) : 1936, 1937 et 1938